# Philautus petilus
Philautus petilus là một loài ếch trong họ Rhacophoridae. Chúng là loài đặc hữu của Lào.
Môi trường sống tự nhiên của chúng là các khu rừng ẩm ướt đất thấp nhiệt đới hoặc cận nhiệt đới.